# Hocse
Hocse (egyszerűsített kínai írással: 河池市, pinjin: Héchí Shì) prefektúra szintű város Kínában, Kuanghszi-Csuang Autonóm Terület tartományban. Lakosainak száma 3 417 945 fő (2020).

## Népesség
| 2018 | 3 545 700 |
| 2020 | 3 417 945 |